# Islamic Republic of Iran Broadcasting

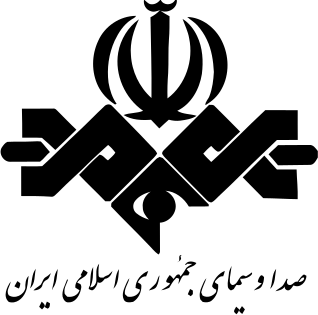
Logotyp

Islamic Republic of Iran Broadcasting (IRIB) är ett offentligägt TV- och radioföretag i Iran och är ett av de största TV- och radioföretagen i hela Asien-regionen.
Man driver bland annat nyhetskanalen Islamic Republic of Iran News Network